# Кароліна Гессен-Дармштадтська (1746–1821)
Кароліна Гессен-Дармштадтська (нім. Karoline von Hessen-Darmstadt, 2 березня 1746 — 18 вересня 1821) — принцеса Гессен-Дармштадтська, донька ландграфа Гессен-Дармштадту Людвіга IX та пфальцграфині Цвайбрюкенської Генрієтти Кароліни, дружина ландграфа Гессен-Гомбургу Фрідріха V, матір п'яти останніх ландграфів Гессен-Гомбургу.

## Біографія
Кароліна народилася 2 березня 1746 року в Буксвіллері. Вона стала первістком в родині спадкоємного принца Гессен-Дармштадту Людвіга та його першої дружини Генрієтти Кароліни Цвайбрюкенської, з'явившись на світ за чотири роки після їхнього весілля. Згодом сімейство поповнилося ще трьома синами та чотирма доньками. Ландграфством в цей час правив їхній дід Людвіг VIII.
Батьки жили переважно окремо: матір мешкала у Буксвіллері, батько полюбляв проводити час на маневрах у Пірмазенсі. Людвіг все життя цікавився військовою справою, в той час як Генрієтта віддавала перевагу культурним та економічним справам. Під час Семирічної війни родина виїжджала до Берліну у зв'язку зі службою Людвіга. Втім, восени 1757 року вони знову повернулися до Гессен-Дармштадту. У 1765 році Генрієтта з дітьми переїхали до Дармштадтського замку. Стара резиденція була непридатною до життя, а нова будівля перебувала в стані будівництва, і в той час її віконні отвори були просто відкритими чи забитими дошками. Для проживання матір веліла звести невеличкі нові будинки. Дітей часто навідувала бабуся Кароліна Нассау-Саарбрюккенська, яка мешкала зазвичай у Бегцаберні.
У 22-річному віці Кароліна взяла шлюб із 20-річним ландграфом Гессен-Гомбургу Фрідріхом V. Весілля пройшло 27 вересня 1768 року в Дармштадті. Союз був династичним та укладеним з політичних мотивів. За три тижні батько Кароліни став правлячим ланграфом Гессен-Дармштадту. 
Кароліну змальовували як енергійну франкофілку. У шлюбі з Фрідріхом вона народила тринадцятеро дітей. Втім, в кінці життя її чоловік жалівся, що так і не пізнав любові. Їхніми дітьми були
Мешкало сімейство у Гомбурзькому палаці. У 1795 році землі ландграфства були окуповані французькою армією. Родині довелося виїхати до Пруссії. У 1806—1815 році князівство було медіатизоване, а його землі відійшли Гессен-Дармштадту. Після Віденського конгресу воно стало єдиною державою, що відновила свою незалежність.
Фрідріх пішов з життя у січні 1820 року. Кароліна відійшла у вічність 18 вересня 1821 року. Поховані у родинному мавзолеї Гомбургів у Бад-Гомбурзі.

## Родина

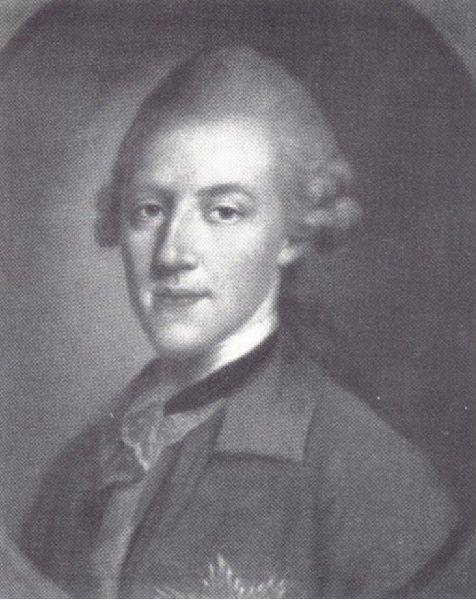
Портрет Фрідріха V, близько 1790 року

Чоловік — Фрідріха V, ландграф Гессен-Гомбурзький
Діти:
- Фрідріх (1769—1829) — наступний ландграф Гессен-Гомбургу у 1820—1829 роках, був одружений із британською принцесою Єлизаветою, дітей не мав;
- Людвіг (1770—1839) — наступний ландграф Гессен-Гомбургу у 1829—1839 роках, був одруженим із принцесою Нассау-Узінгенською Августою Амалією, дітей не мав;
- Кароліна (1771—1854) — дружина князя Шварцбург-Рудольштадта Людвіга Фрідріха II, мала семеро дітей;
- Луїза Ульріка (1772—1854) — дружина принца Карла Гюнтера Шварцбург-Рудольштадтського, мала шестеро дітей;
- Амалія (1774—1846) — дружина спадкоємного принца Ангальт-Дессау Фрідріха, мала семеро дітей;
- Пауль (1775—1776) — прожив 8 місяців;
- Августа (1776—1871) — дружина спадкоємного принца Мекленбург-Шверіну Фрідріха Людвіга, дітей не мала;
- Віктор (1778—1780) — прожив 2 роки;
- Філіпп (1779—1846) — наступний ландграф Гессен-Гомбургу у 1839—1846 роках, був морганатично одружений із баронесою Розалією Антонією Шиммельпфенніг фон дер Ойє, дітей не мав;
- Густав (1781—1848) — наступний ландграф Гессен-Гомбургу у 1846—1848 роках, був одружений із принцесою Луїзою Ангальт-Дессауською, мав трьох дітей;
- Фердинанд (1783—1866) — останній ландграф Гессен-Гомбургу у 1848—1866 роках, одруженим не був, дітей не мав; після його смерті ландграфство відійшло Пруссії;
- Марія Анна (1785—1846) — дружина прусського принца Вільгельма, мала восьмеро дітей;
- Леопольд (1787—1813) — вояка прусської армії, загинув у битві при Лютцені, одруженим не був, дітей не мав.

## Нагороди
Орден Святої Катерини 1 ступеня (Російська імперія), (27 червня 1773).